# Ddu-Du Ddu-Du
Ddu-Du Ddu-Du è un brano musicale del girl group sudcoreano Blackpink, prima traccia del secondo EP Square Up, pubblicato il 15 giugno 2018.

## Descrizione
Prima traccia dell'album, Ddu-Du Ddu-Du è stata scritta da Teddy. Musicalmente è stato descritto da Billboard come un pezzo hip hop, ed è stato composto in chiave Mi minore con un tempo di 140 battiti per minuto.

## Promozione
Le Blackpink hanno eseguito il brano per la prima volta al programma televisivo Show! Eum-ak jungsim il 16 giugno 2018, mentre il giorno successivo l'hanno eseguita al programma Inkigayo. Il 12 febbraio 2019 l'hanno eseguita al The Late Show with Stephen Colbert.

## Video musicale
Il video musicale, diretto da Seo Hyun-seung, è stato reso disponibile attraverso il canale YouTube del gruppo in contemporanea con il lancio del brano. Presto è diventato il video online più visto nelle prime 24 ore da un gruppo coreano e il secondo video musicale più visto di tutti i tempi con oltre 36,2 milioni di visualizzazioni entro 24 ore dalla pubblicazione, superando Gentleman di Psy (2013) e secondo solo a Look What You Made Me Do di Taylor Swift (2017). Il video musicale ha raggiunto 100 milioni di visualizzazioni in 10 giorni, rendendo Ddu-Du Ddu-Du l'unico video musicale di un gruppo femminile a raggiungere l'impresa entro il lasso di tempo. Nel novembre 2018, cinque mesi dopo la pubblicazione, è diventato il video musicale più veloce di un gruppo K-pop a raggiungere 500 milioni di visualizzazioni e il quinto video K-pop più visto di tutti i tempi in quel momento e Rolling Stone lo ha definito come l'ottavo miglior video musicale del 2018, descrivendolo come «un'impresa di folli, creatività massimalista che include il miglior uso di un carro armato in un video musicale».
Nel gennaio 2019, il video musicale è diventato il più veloce da un gruppo K-pop a raggiungere 600 milioni di visualizzazioni. È diventato il video musicale più visto da un gruppo K-pop su YouTube il 21 gennaio, con 620,9 milioni di visualizzazioni; il video ha registrato una media di 2,5 milioni di visualizzazioni al giorno dalla sua uscita, con 1,95 milioni di visualizzazioni giornaliere nel gennaio 2019. L'11 novembre 2019, il video musicale ha superato 1 miliardo di visualizzazioni, rendendo le Blackpink il primo gruppo K-pop, il secondo gruppo femminile e il quarto gruppo musicale a raggiungere tale traguardo. A partire da giugno 2021, il video musicale ha oltre 1,6 miliardi di visualizzazioni sulla piattaforma.

## Riconoscimenti
- BreakTudo Awards
  - 2018 – Candidatura al Video dell'anno[21]

- Circle Chart Music Award
  - 2019 – Canzone dell'anno (giugno)[22]

- Genie Music Award[23]
  - 2018 – Candidatura alla Canzone dell'anno
  - 2018 – Candidatura alla Traccia dance (donne)

- Golden Disc Award[24]
  - 2019 – Candidatura al Daesang – sezione canzoni
  - 2019 – Bonsang – sezione canzoni

- Korea Popular Music Award[25]
  - 2018 – Candidatura alla Canzone dell'anno
  - 2018 – Candidatura alla Traccia dance

- Melon Music Award[26]
  - 2018 – Miglior ballo – donne
  - 2018 – Candidatura alla Canzone dell'anno

- Mnet Asian Music Award
  - 2018 – Candidatura alla Canzone dell'anno
  - 2018 – Candidatura al Miglior video musicale
  - 2018 – Candidatura alla Miglior esibizione di ballo – gruppi femminili

- MTV Video Music Awards Japan
  - 2018 – Miglior video di danza[27]

- Teen Choice Awards
  - 2019 – Miglior brano di un gruppo[28]

- Melon Popularity Award[29]
  - 2 luglio 2018
  - 9 luglio 2018
  - 16 luglio 2018

### Premi dei programmi musicali
- Inkigayo
  - 24 giugno 2018[30]
  - 1º luglio 2018[31]
  - 8 luglio 2018[32]

- Music Bank
  - 29 giugno 2018[33]

- M Countdown
  - 28 giugno 2018[34]
  - 5 luglio 2018[35]
  - 12 luglio 2018[36]

- Show! Eum-ak jungsim
  - 23 giugno 2018[37]
  - 30 giugno 2018[38]
  - 7 luglio 2018[39]
  - 14 luglio 2018[40]

## In altri media
Il brano è stato incluso nel videogioco Just Dance 2019.
La canzone è anche presente nel quarto episodio della terza stagione della serie televisiva The Bold Type.

## Singolo giapponese
Il 22 agosto 2018 è stata pubblicata la versione giapponese del brano come primo singolo estratto dalla prima raccolta Blackpink in Your Area, comprendente anche tutte le canzoni di Square Up. È stato pubblicato in tre versioni: CD+DVD, CD e CD per ciascun membro.

### Tracce
1. Ddu-Du Ddu-Du – 3:29 (Teddy, 24, R. Tee, Bekuh Boom)
2. Ddu-Du Ddu-Du (뚜두뚜두; -KR Ver.-?) – 3:29 (Teddy, 24, R. Tee, Bekuh Boom)
3. Forever Young (-KR Ver.-) – 3:57 (Teddy, Future Bounce)
4. Really (-KR Ver.-) – 3:18 (Teddy, Danny Chung, Choice37)
5. See U Later (-KR Ver.-) – 3:19 (Teddy, R. Tee, 24)

Edizione CD+DVD (video)
1. Ddu-Du Ddu-Du (Music Video)
2. Ddu-Du Ddu-Du (Behind The Scenes)
3. Ddu-Du Ddu-Du (Dance Practice Video)

### Successo commerciale
Il singolo ha debuttato alla 6ª posizione nella Oricon Daily Singles Chart e ha raggiunto la 2ª posizione al sesto giorno con 3 725 copie vendute. Il singolo ha debuttato alla 7ª posizione nella Oricon Weekly Singles Chart con 24 385 copie vendute.

## Formazione
- Jisoo – voce
- Jennie – voce
- Rosé – voce
- Lisa – voce

## Successo commerciale
In suolo statunitense, Ddu-Du Ddu-Du ha debuttato alla 55ª posizione nella Billboard Hot 100 con 12,4 milioni di streaming e 7 000 download durante la settimana terminante il 21 giugno 2018 secondo Nielsen Music; è entrata anche nella Streaming Songs alla posizione 39ª, rendendo le Blackpink il primo gruppo femmine sudcoreano a comparire nella classifica statunitense. Ddu-Du Ddu-Du è entrata inoltre prima nella Billboard World Digital Songs. Sebbene il brano fosse entrato alla 3ª posizione della Gaon Digital Chart e alla 1ª della Gaon Download Chart della settimana 10-16 giugno 2018 con 31 072 049 vendite digitali, durante la seconda settimana è arrivata in vetta alle classifiche Digital, Download, Streaming e Mobile con 85 411 467 vendite digitali.

## Classifiche

### Classifiche settimanali
Versione originale
| Classifica (2018-23) | Posizione massima |
| -------------------- | ----------------- |
| Canada               | 22                |
| Corea del Sud        | 1                 |
| Grecia               | 91                |
| Malaysia             | 1                 |
| Regno Unito          | 78                |
| Singapore            | 1                 |
| Stati Uniti          | 55                |
| Taiwan               | 12                |
| Vietnam              | 41                |

Versione giapponese
| Classifica (2018) | Posizione massima |
| ----------------- | ----------------- |
| Giappone          | 7                 |

### Classifiche di fine anno
| Classifica (2018) | Posizione |
| ----------------- | --------- |
| Corea del Sud     | 5         |
| Classifica (2019) | Posizione |
| Corea del Sud     | 92        |